# Husaren-Regiment „von Schill“ (1. Schlesisches) Nr. 4

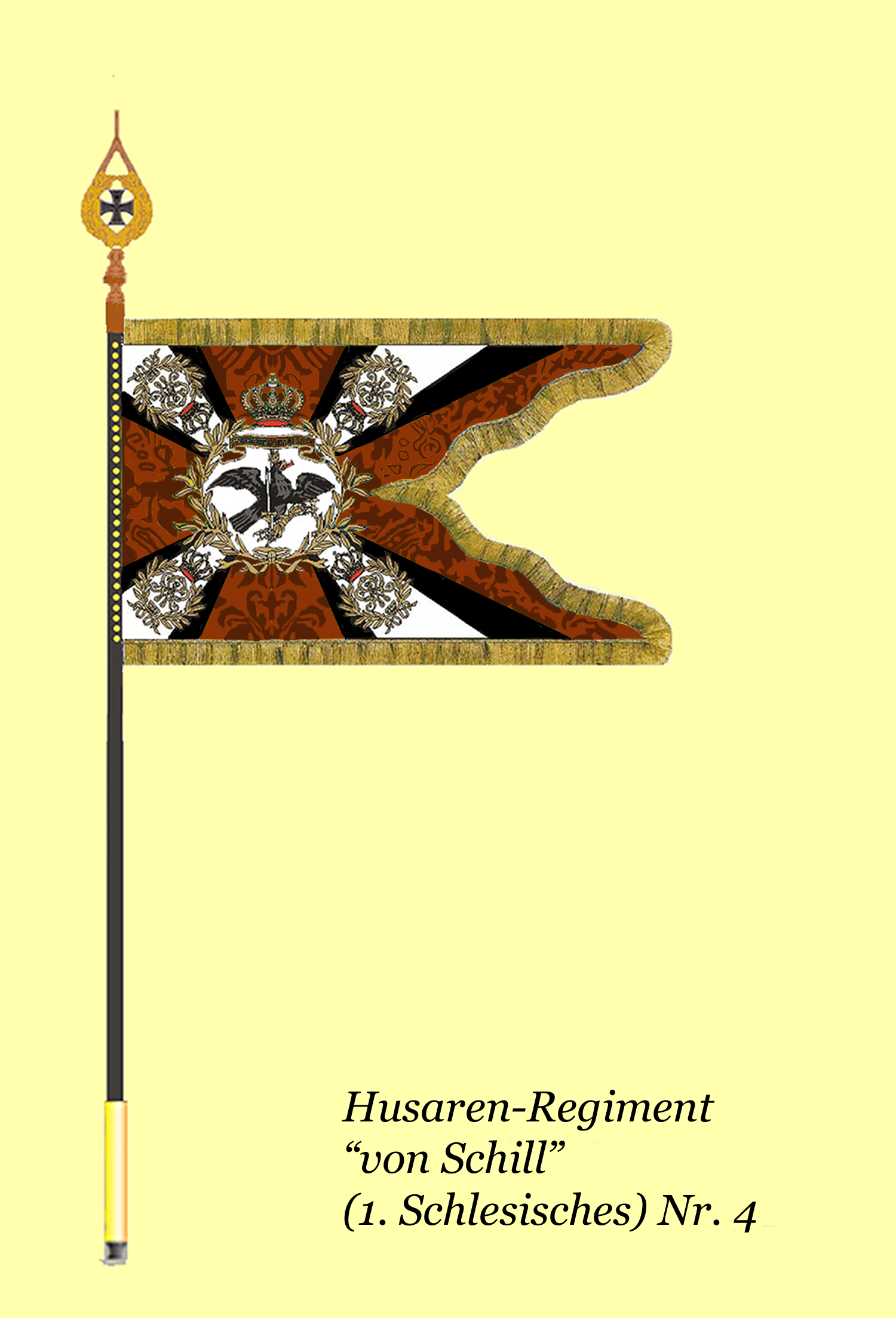
Standarte des Kgl. Preuß. Husaren-Regiments „von Schill“ (1. Schlesisches) Nr. 4

Das Husaren-Regiment „von Schill“ (1. Schlesisches) Nr. 4, zeitweise genannt Braune Husaren, war ein Husarenregiment der Preußischen Armee.

## Verbandszugehörigkeit 1914
VI. Armee-Korps in Breslau – Kommandierender General: General der Infanterie Kurt von Pritzelwitz
12. Division in Neisse – Kommandeur: Generalmajor Martin Chales de Beaulieu
12. Kavallerie-Brigade in Neisse – Kommandeur: Generalmajor von Pfeil und Klein-Ellguth
- Regimentskommandeur: Oberst v. Rentzell
- Garnison: Ohlau

## Geschichte
Das Husaren-Regiment „von Schill“ (1. Schlesisches) Nr. 4 war ein sehr altes Regiment mit viel Tradition. Die Aufstellung wurde mit A.K.O vom 24. September 1741 als Regiment der „Braunen Husaren“ zu 10 Escadrons befohlen und war 1742 abgeschlossen. Der Einheit wurde ab 20. Februar 1742 die Stammnummer 6 als Husaren-Regiment zugewiesen und erhielt den Namen des jeweiligen Chefs.
Nach der vernichtenden Niederlage der preußischen Armee in der Schlacht bei Jena ging auch das Regiment unter, nur geringe Reste konnten für eine Neuformierung verwendet werden. Mit A.K.O vom 7. September 1808 wurden aus zwei Husaren-Brigaden das „Oberschlesische Husaren-Regiment“ und das „Niederschlesische Husaren-Regiment“ gebildet, die durch A.K.O vom 5. Dezember 1808 zum „1. Schlesischen Husaren-Regiment“ zu vier Escadrons zusammengelegt wurden.
Bis 1807 hatte die Einheit insgesamt acht dem Regiment namensgebende Kommandeure:
Oberst Graf Isidor von Hoditz: vom 20. Februar 1742 bis 5. August 1743
Oberst Karl Gustav von Soldan: vom 5. August 1743 bis 7. August 1746
Oberst Reichsfreiherr Ludwig Anton von Wechmar: vom 7. August 1746 bis 5. Februar 1757
Oberst/Generalleutnant Paul von Werner: vom 5. Februar 1757 bis 30. Januar 1785
Oberst/Generalmajor Johann Benedikt von Groeling: vom 30. Januar 1785 bis 29. Dezember 1791
Oberst/Generalleutnant Erich Magnus von Wolffradt: vom 29. Dezember 1791 bis 17. August 1799
Oberst/Generalmajor Ludwig Schimmelpfennig von der Oye: vom 17. August 1799 bis 25. Januar 1807
Oberst Fürst Ferdinand von Anhalt-Köthen-Pless: ab 1807 auch Regimentsinhaber
Ab 1817 hatte ein Oberstleutnant Ferdinand von Schill die kommissarische Leitung des Regiments inne.
Durch A.K.O vom 20. Dezember 1898 wurde bestimmt, dass das Regiment als Nachfolgeverband des „Husaren-Regiments 6“ der alten Stammliste anzusehen sei. Der Stiftungstag wurde somit auf den 15. November 1741 festgesetzt.

## Namensgebung
Das Regiment erfuhr mehrfache Umbenennungen:
1741 bis 1742: Braunes Husaren-Regiment Nr. 6
1742 bis 1807: Husaren-Regiment mit dem Namen des jeweiligen Chefs und der Stammnummer 6
1807/1808: Husaren-Brigade von Zieten
1808 bis 1816: 1. Schlesisches Husaren-Regiment
1816 bis 1823: 4. Husaren-Regiment (1. Schlesisches)
1823 bis 1860: 4. Husaren-Regiment
1860 bis Mai 1861: 1. Schlesisches Husaren-Regiment (Nr. 4)
1861 bis Januar 1889: 1. Schlesisches Husaren-Regiment Nr. 4
Januar 1889 bis März 1919: Husaren-Regiment von Schill (1. Schlesisches) Nr. 4

## Garnisonen
Die erste Aufstellungsgarnison war Ohlau, von hier aus wurde das Regiment abwechselnd in verschiedenen Orten in Schlesien stationiert, bis es 1819 endgültig in Ohlau kaserniert wurde.

## Einsatzgeschichte
- Erster Schlesischer Krieg

Es erfolgte kein Einsatz
- Zweiter Schlesischer Krieg

Das Regiment kämpfte in der Schlacht bei Hohenfriedberg
- Siebenjähriger Krieg

In diesem Krieg war die Einheit bei zahlreichen Gefechten un Schlachten eingesetzt, so in der Schlacht bei Prag, der Schlacht bei Kolin, der Schlacht bei Leuthen (alle 1757), der Schlacht bei Hochkirch (1758), der Schlacht bei Torgau (1760) und der Schlacht bei Reichenbach (1762).
- Bayerischer Erbfolgekrieg

Einsatz im Gefecht bei Glomnitz (bei Troppau)
- Koalitionskriege

In den Jahren 1792 und 1793 erfolgte die Beteiligung am Rheinfeldzug gegen die französischen Revolutionstruppen teil. Schlacht bei Jena.
Im Jahre 1812 wurden aus zwei Escadrons des Regiments und zwei Escadrons des 2. Schlesischen Husaren-Regiments Nr. 6 das kombinierte Husaren-Regiment Nr. 3 formiert und mit dem Hilfskorps v. York in den französischen Russlandfeldzug abkommandiert, wo es an mehreren Gefechten teilnahm. Nach der Konvention von Tauroggen wurden dieses Regiment nach Tilsit und dann nach Elbing und Marienburg abgestellt.
Zu Beginn der Befreiungskriege wurde das „1. Schlesische Husaren-Regiment“ wieder zusammengeführt. Es nahm an zahlreichen Gefechten, unter anderem an der Völkerschlacht bei Leipzig teil und zog am 31. März 1814 in Paris ein. Am 18. Juni 1815 kämpfte es abschließend in der Schlacht bei Waterloo. Die Husaren kehrten im Dezember des gleichen Jahres nach Schlesien zurück.
- Im Jahre 1848 erfolgte ein Einsatz gegen polnische Aufständische in Schlesien.

- Deutscher Krieg mit dem Einsatz in der Schlacht bei Königgrätz

- Deutsch-Französischer Krieg

Das Regiment wurde bei der Mobilmachung zum Krieg 1870/71 in Bewegung gesetzt, kämpfte in der Schlacht bei Sedan und stand bei der Belagerung von Paris. Bis zum Ende des Krieges kämpfte das Regiment dann gegen die französische Loire-Armee. Die Husaren kehrten am 17. und 18. August 1871 in ihre Garnison nach Ohlau zurück.
- Erster Weltkrieg

Im Brigadeverband mit dem 6. Husarenregiment rückte die Einheit durch Belgien nach Frankreich vor. Bis zum Rückzugsbefehl im September 1914 wurde Aufklärungs-, Meldereiter- und Patrouillendienst durchgeführt. Ende Oktober 1914 erfolgte die Verlegung in den Osten, wo die Brigade bis zum Kriegsende verbleiben sollte. Zunächst in Nordpolen eingesetzt, erfolgte im Januar 1915 die Kommandierung nach Ungarn und in die Bukowina. Bis Ende 1916 wurde in der Umgebung von Pinsk operiert. Danach wurde das Regiment bis April 1918 im Polizeidienst in der Ukraine verwendet. Am 8. Februar 1919 traf das Regiment wieder in seiner Heimatgarnison Ohlau ein, wo sofort die Demobilisierung begann.
Einige Wochen später wurden aus dem Personal des Regiments wieder drei Eskadrons zum Grenzschutz aufgestellt, die dann zu einer Eskadron zusammen gelegt und dem Reiter-Regiment Nr. 8 zugeteilt wurden.
Die Tradition wurde von der 1. Eskadron des Reiter-Regiments 11 in Ohlau fortgeführt.

## Friedensuniform
Husarenmütze aus schwarzem Seehundfell mit gelbem Kolpak und goldfarbener Schuppenkette für die Mannschaften und Unteroffiziere. Die Pelzmütze für die Offiziere war aus grauem Opossumfell mit vergoldeten Schuppenketten. Die Fangschnur wurde nur zum berittenen Dienst angelegt. Ansonsten befand sie sich bei den Offiziere zusammengelegt auf der Rückseite der Pelzmütze, wo sie mit einem Knebel fixiert war.
Die Attila war braun mit goldfarbener Verschnürung.
Die Stiefelhose war anthrazitfarben, die Stiefel nach ungarischer Art in Schwarz mit goldfarbenen Tschismen.
Dazu kam bei Paraden eine braune Säbeltasche mit einem goldfarbenen Schriftzug FWR unter einer Krone. Ebenso wurde ein schwarz-weißer Stutz aus Reiherfedern getragen.

## Kommandeure (Auswahl)
- Oberst Freiherr Louis von Senden-Bibran: vom 15. Juli 1893 bis 18. August 1897
- Oberstleutnant Graf Richard Schack von Wittenau: vom 18. August 1897 bis 8. Oktober 1898
- Oberst Karl von Kossecki: vom 8. August 1898 bis 24. April 1904
- Oberst Wolfgang Ritter und Edler von Oetinger: vom 24. April 1904 bis 19. Februar 1910
- Generalmajor Richard von Rentzell: vom 19. Februar 1910 bis 27. Januar 1914
- Oberst Freiherr Woldemar Henn von Henneberg: vom 27. Januar 1914 bis 4. Mai 1915
- Oberstleutnant Hugo von Kaehne: vom 4. Mai 1915 bis 18. September 1915
- Gerhard von Enckevort: vom 18. September 1915 bis 5. Oktober 1918
- Oberstleutnant Bruno von Reden: vom 5. Oktober 1918 bis zur Auflösung